# Chen Yi (Tischtennisspielerin)
Chen Yi (* 2004) ist eine chinesische Tischtennisspielerin.

## Karriere
Ab 2015 nahm Chen an internationalen Jugendturnieren teil, bei ihrer ersten Jugend-Asienmeisterschaft im Jahr 2018 holte sie nach einer Finalniederlage gegen Kuai Man Silber. Ihr erstes internationales Turnier im Erwachsenenbereich waren die Portugal Open 2019, bei den Polish Open 2019 kam sie bis ins Finale. Im selben Jahr holte sie Gold im Einzel bei der Jugend-Asienmeisterschaft und nahm zum ersten Mal an der Jugend-Weltmeisterschaft teil. 2022 gewann Chen Silber bei der Jugend-Asienmeisterschaft und Bronze bei der Jugend-Weltmeisterschaft.
Ab 2022 konnte Chen sich auch zunehmend im Erwachsenenbereich etablieren: Sie erreichte in der Weltrangliste erstmals einen Platz unter den besten 100 und holte beim WTT Contender Zagreb 2022 durch den Halbfinaleinzug im Doppel ihre erste Medaille in der WTT Series; 2023 folgte durch den Sieg im Doppel beim WTT Contender Almaty die erste Goldmedaille. In den nächsten zwei Jahren verbesserte sie kontinuierlich ihre Weltranglistenposition und stieß im Juli 2025 in die Top 10 vor, nachdem sie beim United States Smash unter anderem die Weltranglistenerste Sun Yingsha geschlagen und das Finale erreicht hatte.

## Turnierergebnisse
| Verband | Veranstaltung               | Jahr | Ort               | Land | Einzel        | Doppel        | Mixed         | Team | U-21      |
| ------- | --------------------------- | ---- | ----------------- | ---- | ------------- | ------------- | ------------- | ---- | --------- |
| CHN     | Grand Smash                 | 2025 | Las Vegas         | USA  | Silber        |               |               |      |           |
| CHN     | Grand Smash                 | 2024 | Peking            | CHN  | Achtelfinale  | Halbfinale    |               |      |           |
| CHN     | WTT Series (Contender)      | 2025 | Zagreb            | HRV  |               | Achtelfinale  | Silber        |      |           |
| CHN     | WTT Series (Star Contender) | 2025 | Ljubljana         | SLO  | Halbfinale    | Viertelfinale | Achtelfinale  |      |           |
| CHN     | WTT Series (Contender)      | 2025 | Taiyuan           | CHN  | Halbfinale    | Silber        | Halbfinale    |      |           |
| CHN     | WTT Series (Star Contender) | 2025 | Doha              | QAT  | Halbfinale    | Achtelfinale  | Halbfinale    |      |           |
| CHN     | WTT Series (Contender)      | 2024 | Almaty            | KAZ  | Silber        | Achtelfinale  |               |      |           |
| CHN     | WTT Series (Contender)      | 2024 | Taiyuan           | CHN  | Achtelfinale  | Gold          |               |      |           |
| CHN     | WTT Series (Contender)      | 2023 | Almaty            | KAZ  | Achtelfinale  | Gold          |               |      |           |
| CHN     | WTT Series (Contender)      | 2022 | Zagreb            | HRV  | Viertelfinale | Halbfinale    |               |      |           |
| CHN     | ITTF Challenge Series       | 2019 | Władysławowo      | POL  | Silber        | Qual.         |               |      | letzte 32 |
| CHN     | Jugend-Weltmeisterschaft    | 2023 | Nova Gorica       | SLO  |               |               |               | Gold |           |
| CHN     | Jugend-Weltmeisterschaft    | 2022 | Radès             | TUN  | Halbfinale    | Achtelfinale  | Achtelfinale  | Gold |           |
| CHN     | Jugend-Weltmeisterschaft    | 2021 | Vila Nova de Gaia | POR  |               |               |               | Gold |           |
| CHN     | Jugend-Weltmeisterschaft    | 2019 | Korat             | THA  | Viertelfinale | Viertelfinale | letzte 64     | Gold |           |
| CHN     | Jugend-Asienmeisterschaft   | 2022 | Vientiane         | LAO  | Silber        | Halbfinale    | Viertelfinale | Gold |           |
| CHN     | Jugend-Asienmeisterschaft   | 2019 | Ulaanbaatar       | MYA  | Gold          |               |               | Gold |           |
| CHN     | Jugend-Asienmeisterschaft   | 2018 | Naypyidaw         | MYA  | Silber        |               |               | Gold |           |